# Кафу (река)

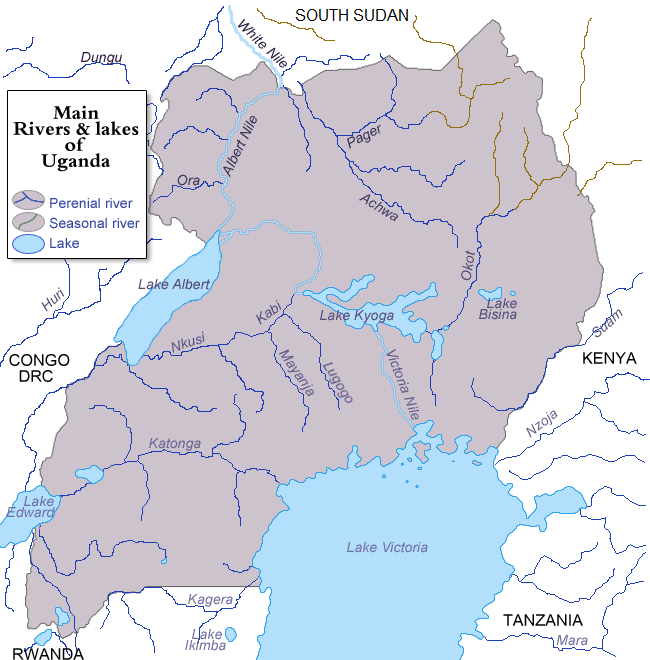
Реки и озера Уганды

Кафу — река, протекающая в западной части Уганды. Начинается в болотистой местности в 12 км от Китомы. Течёт на восток, затем направляется на север, где впадает в реку Виктория-Нил. В 8 км от устья располагается порт Масинди. Длина реки — 180 км.
Река пересекает или является границей для районов: Кйанкванзи, Накасеке, Накасонгола, Масинди, а также Кибаале.
Высота истока — 1100 м над уровнем моря. Высота устья — 1040 м над уровнем моря.